# Chevrolet Sail
Pour les articles homonymes, voir Sail.
La Chevrolet Sail est une automobile de la marque américaine Chevrolet destinée au marché chinois. C'était une Opel Corsa de 1993 « regriffée ». Il existe plusieurs variantes : trois volumes, quatre portes ou break (appelé SRV).

## Première génération (2001-2009)

### Buick Sail
Le 12 décembre 2000, la première Buick de fabrication chinoise est sortie de la chaîne de production dans le cadre d'une production d'essai. La production en série a commencé en juin 2001. Cette voiture a été la première voiture compacte produite par la coentreprise SAIC-GM, et était destinée aux jeunes familles. La Buick Sail était basée sur l'Opel Corsa B, et la conception de la carrosserie est partagée avec la Chevrolet Corsa Classic brésilienne et l'Opel Corsa Joy de l'Inde. Cette carrosserie berline quatre portes n'a jamais été proposée en Europe, mais plutôt destinée aux marchés en développement. Le seul choix de moteur est un quatre cylindres en ligne de 1,6 litre, 92 ch (68 kW), couplé à une transmission manuelle à cinq vitesses. Le prix était inférieur à 100 000 RMB. La voiture a été mise en vente en juin 2001.
En décembre 2001, la version break, Buick Sail S-RV, a également été présentée aux consommateurs chinois. Fondamentalement, ce véhicule est également une variante de carrosserie d'Opel Corsa B. Le moteur est le même que dans la berline Sail. En juin 2002, SAIC-Yizheng, filiale de SAIC, a présenté une version construite localement de la camionnette à toit vitré Opel Combo basée sur la Corsa sous le nom de « Shanghai Auto (Shangqi) Saibao SAC6420 » (上汽 赛 宝). Équipée du même moteur de 1,6 litre et de la transmission manuelle à cinq vitesses que la Buick Sail (bien qu'avec seulement 90 ch ou 66 kW), elle a été produite en assez petit nombre (2 053 voitures en 2004, par exemple) jusqu'en 2005. « Saibao » a parfois été anglicisé en « Sabre ». Il y avait aussi une version Saibao DeLuxe disponible, avec des jantes en alliage et d'autres extras. Le Saibao pouvait atteindre 160 km/h.

### Chevrolet Sail
En février 2005, la marque Chevrolet a été introduite en Chine, où elle était décrite comme une marque "plus jeune" que Buick. Dans le cadre d'une tentative de redéfinir l'image de marque de Buick, la Sail est devenue la première voiture de tourisme de Chevrolet de construction chinoise. La Chevrolet Sail (SGM7165) a reçu une conception améliorée localement. L'intérieur a également été raffiné. Les formes berline et familiale (maintenant le SGM7166) ont été conservées, bien que la production de la camionnette Saibao ait pris fin. Tout en partageant l'empattement de l'original, la nouvelle version du break (à 4 097 mm) est 71 mm plus longue que l'ancienne de 4 026 mm. L'option du 1,6 litre de 90ch est restée inchangée, tandis que les options de transmission étaient à l'origine limitées à une transmission manuelle à cinq vitesses, mais ont ensuite été rejointes par une transmission automatique à quatre vitesses. La vitesse maximale revendiquée pour les versions manuelles est de 177 km/h.
À l'automne 2006, la Chevrolet Sail a été exportée au Chili sous le nom de Chevrolet Corsa Plus. Le Corsa Plus comprend deux coussins gonflables avant, des freins antiblocage, la climatisation, des vitres électriques et un verrouillage central de série[réf. nécessaire].
La production à Shanghai-GM a cessé début 2009, mais en même temps, la Chevrolet Classic et sa version familiale Chevrolet Classic SW ont adopté le design de la Chevrolet Sail et ont été lancées en Amérique latine comme année modèle 2010. La version berline a été produite en Argentine jusqu'en octobre 2016, mais elle était équipée de différents moteurs. En Argentine, la Classic était propulsée par un moteur 1,4 L 8V 69 kW. Le modèle proposé au Brésil avait un moteur Flexpower de 1,0 L, dont la puissance est de 56,7 kW avec de l'essence ou 57,4 kW avec de l'alcool,.

## Deuxième génération (2010-2014)
La seconde génération a été conçue par Shanghai GM et fabriquée en Inde via GM India. Elle existe en 4 et 5 portes Sail U-VA et est vendue en Chine, à la seule différence que la version chinoise ne dispose pas de moteur diesel.
Le 11 janvier 2010, Shanghai-GM a présenté la toute nouvelle Chevrolet Sail. La voiture a été conçue et fabriquée par le Pan-Asia Technical Automotive Center (PATAC). Un moteur S-TEC II de 1,2 litre de 64 kW et un moteur S-TEC III de 1,4 litre de 76 kW sont disponibles. Les options de transmission comprennent une boîte manuelle à cinq vitesses et une Electronic Manual Transmission (EMT) à cinq vitesses. On dit que cette voiture a été conçue pour obtenir 4 étoiles dans le cadre du programme d'évaluation des nouvelles voitures en Chine (C-NCAP). Les airbags, le verrouillage central, l'entrée AUX / USB et la direction assistée sont des équipements standard. Le prix commence à partir de 56 800 RMB.
Lors de l'Auto China 2010 à Pékin, GM a dévoilé la berline à hayon. Cette voiture mesure environ 3 947 mm de long, mais sa zone de coffre va jusqu'à 1 215 dm3. Les moteurs et les transmissions sont partagés avec la berline Sail. Le 21 octobre 2010, les premières nouvelles Sail ont été exportées vers le Chili et la Libye. Les concessionnaires Chevrolet locaux s'occupent de l'entretien de la Sail.

### Autres marchés

#### Inde
En Inde, la berline Chevrolet Sail U-VA a été présentée pour la première fois à la New Delhi Auto Expo 2012 et lancées à l'échelle nationale le 2 novembre 2012. Elle est dotée de la calandre chromée à double port de Chevrolet, de phares de style Hawk Wing et est disponible en 7 couleurs. Ses plus de 25 espaces de rangement, ainsi que les sièges arrière flexibles et rabattables à 60:40, en font l’une des voitures les plus spacieuses du segment des voitures à hayon. Les ingénieurs du GM Technical Center - India, à Bangalore, ont participé à la localisation du véhicule pour répondre aux exigences locales. La Chevrolet Sail U-VA est disponible dans des variantes de moteur turbocompressé Smartech DOHC de 1,3 l et de moteur essence Smartech de 1,2 l. Le moteur diesel 1,3 l consomme 4,5 L/100 km tandis que le moteur essence 1,2 l consomme 5,5 L/100 km.
La Chevrolet Sail est une berline récemment lancée par l'un des principaux constructeurs automobiles au monde - Chevrolet. La voiture, qui partage sa plate-forme avec la célèbre Chevrolet Sail Sedan, a été lancée en Inde le 1er février 2013. Maintenant, elle est en concurrence avec la Tata Zest. La voiture, même avant son lancement, a fait le buzz auprès des experts et des passionnés d'automobile en raison de son apparence attrayante basée sur la philosophie du design de sculpture dynamique. Les intérieurs à double cockpit, inspirés de la Corvette, sont également très célèbres parmi ceux qui comprennent la philosophie du design automobile. Divers magazines et revues automobiles ont également présenté son design «Cage sûre» comme l'un des plus sûrs du segment. La Chevrolet Sail est disponible dans les versions diesel turbocompressé Smartech DOHC de 1,3 l et essence Smartech de 1,2 l. Le moteur diesel 1,3 l consomme 4,5 l/100 km tandis que le moteur essence 1,2 l consomme 5,5 L/100 km.
General Motors a lancé la nouvelle Chevrolet Sail en Inde sous forme de berline et de hayon, avec des versions essence et diesel, en quatre niveaux de finition. La version essence utilise un moteur S-Tec II de 1,2 L qui se retrouve également dans la Chevrolet Beat de l'Inde. Le moteur à essence de 1,2 L a une puissance et un couple de 86 ch à 6 000 tr/min et 113 N m à 5 000 tr/min. Le moteur diesel de 1,3 L est la version GM du moteur Fiat MultiJet 1 248 cm3, avec des chiffres de 78 ch à 4 000 tr/min et de 205 N m à 1 750 tr/min. Le moteur MultiJet est le résultat d'une alliance entre GM et Fiat. GM propose une boîte manuelle à 5 vitesses pour les versions essence et diesel. Les différentes versions de carburant de la Chevrolet Sail sont proposées à des prix différents. Les versions essence sont tarifées entre 579 864 à 721 176 roupies. Les versions Diesel de la Chevrolet Sail commencent à 711 316 roupies. Le modèle est sorti de la chaîne en Inde, en raison du retrait de General Motors dans le pays en 2017. La Sail était un best-seller, mais le directeur général a décidé de quitter le pays.

#### Amérique du Sud
La Sail est également commercialisée sur la côte Pacifique de l'Amérique du Sud, au Chili, en Colombie et en Équateur. Elle est assemblée à partir de kits CKD par General Motors de l'Équateur et également fabriquée à au moins 90% en Colombie par GM Colmotores dans son usine de la zone franche de Bogotá.

#### Philippines
Chevrolet a décidé de lancer sa nouvelle berline compacte au prochain Salon international de l'auto de Manille 2016. Cette voiture d'entrée de gamme est le plus récent voyage du constructeur pour capitaliser sur la forte demande de berlines aux Philippines.

### Springo EV (version électrique)
Au salon international de l'automobile de Guangzhou en 2010, GM a présenté une version électrique de la Sail à hayon appelée Springo EV. Bien que ce concept car ne porte pas de badge Chevrolet, il fait toujours partie de la stratégie mondiale de Chevrolet en matière de véhicules électriques. Selon le communiqué de presse de GM, cette voiture a un moteur de 65 kW qui a un couple maximal de 220 N m. La vitesse de pointe est d'environ 130 km/h et l'autonomie avec batterie pleine est revendiquée à 150 km. Il a également été signalé que cette voiture avait atteint les exigences de sécurité des véhicules électriques fixées par la SAE et l'ISO.
Shanghai General Motors a présenté la Sail Springo EV à l'Auto Guangzhou 2012. La voiture électrique devrait être vendue à Shanghai en 2013 dans le cadre d'un programme d'essai et, dans un premier temps, seul un nombre limité de voitures sera disponible. La Springo EV a une autonomie de 130 km et jusqu'à 200 km à une vitesse constante de 60 km/h. La voiture électrique sera vendue pour 258 000 RMB (41 460 $ US), avant des incitations du gouvernement central et du gouvernement de Shanghai allant jusqu'à 60 000 RMB (9 642 $ US) et 40 000 RMB (6 428 $ US) respectivement. De plus, la voiture sera admissible à une plaque d'immatriculation locale de Shanghai exclusivement gratuite pour les véhicules électriques. La Sail Springo EV a été développée en tant que coentreprise entre Shanghai General Motors et son partenaire SAIC Motor.

## Troisième génération (2015-aujourd'hui)

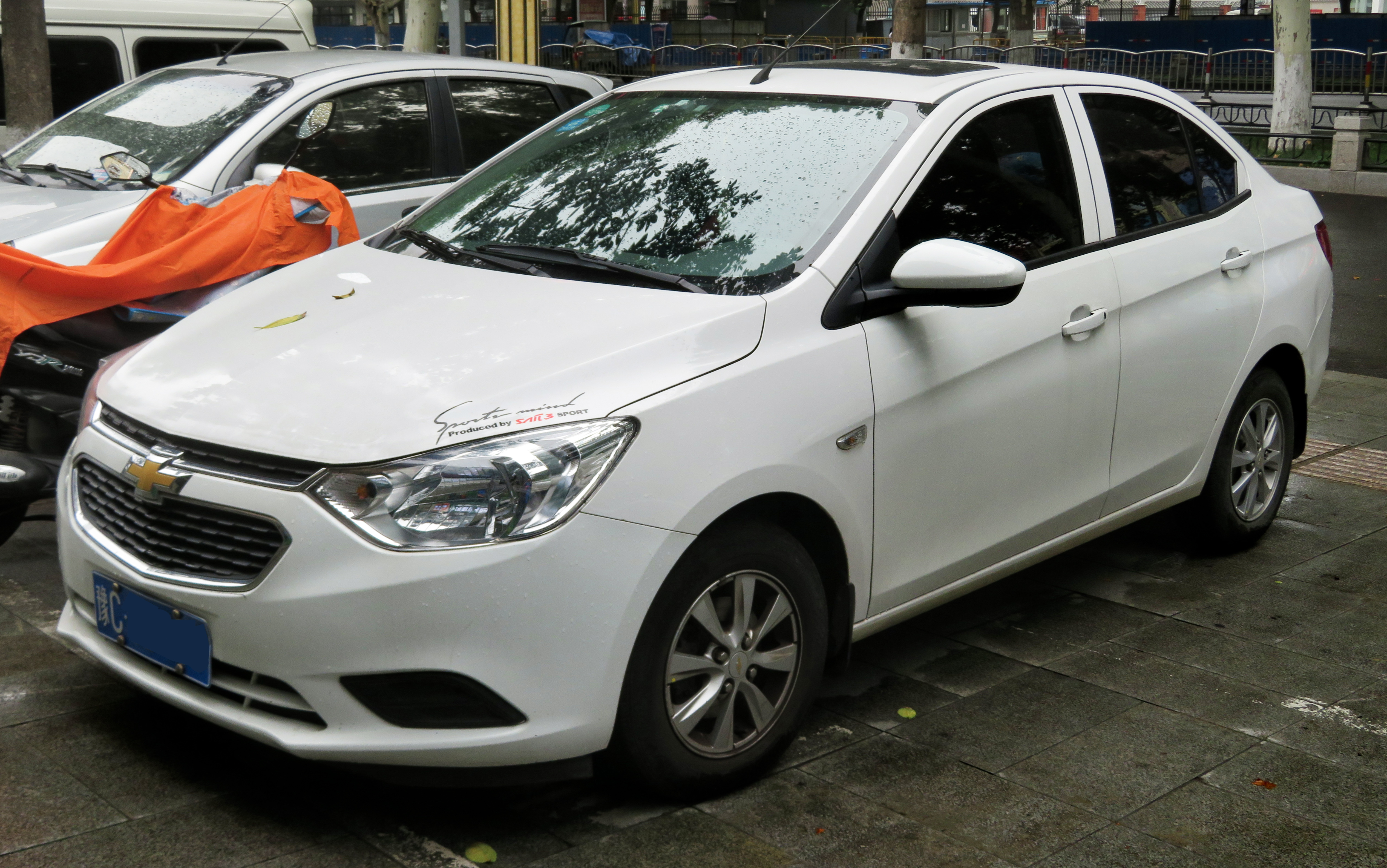
Chevrolet Sail III

La troisième génération de Chevrolet Sail a été présentée pour la première fois en novembre 2014 au salon de l'auto de Guangzhou et a commencé sa production en décembre 2014. Elle est basée sur une nouvelle plate-forme de petite voiture développée par Shanghai GM et adopte le nouveau langage de conception de Chevrolet, avec la calandre à double port et les phares en forme d'œil d'aigle.
Avec une longueur de 4 300 mm, plus grande de 45 mm que la génération précédente, et un empattement de 2 500 mm, allongé de 35 mm, elle offre maintenant un espace intérieur plus spacieux. Le coffre a un total de 366 dm3.
La gamme de groupe motopropulseur se compose de deux moteurs à essence: un VVT de 1,3 litre et un DVVT de 1,5 litre, tous deux équipés de la fonction stop-start et offrant des performances améliorées par rapport à la génération précédente. Le moteur de 1,3 litre offre une puissance maximale de 76 kW (103 ch) et un couple de pointe de 127 N m, avec une économie de carburant de 5,3 litres aux 100 km. Le moteur de 1,5 litre génère une puissance maximale de 83 kW (113 ch) et un couple de pointe de 141 N m, avec une économie de carburant de 5,4 litres aux 100 km.
Elle a été développée par les ingénieurs de Shanghai GM et du Pan Asia Technical Automotive Center (PATAC), et n'est disponible qu'en tant que berline à quatre portes. Elle est exportée vers des marchés comme le Chili, les Philippines, le Pérou, le Mexique (vendu sous le nom d'Aveo) et le Myanmar